# Barracudas de Birmingham
Les Barracudas de Birmingham sont une ancienne formation de la Ligue canadienne de football basée à Birmingham aux États-Unis et qui a joué une seule saison en 1995. Durant sa seule saison d'opération, les Barracudas ont conservé une fiche de 10 victoires et six défaites, terminant au troisième rang de la division Sud.

## Fondation
En 1995, la Ligue canadienne de football accorde une franchise au magnat de l'assurance Art Williams (en). Les Barracudas engagent l'entraîneur expérimenté Jack Pardee (en), qui avait été entraîneur-chef des Oilers de Houston de 1990 à 1994.

## Saison 1995
Le joueur le plus connu des Barracudas était sans doute le quart-arrière Matt Dunigan, alors âgé de 34 ans et qui avait 12 saisons d'expérience dans la LCF. Le demi offensif Keith Woodside avait joué quelques saisons avec les Bills de Buffalo de la NFL, et le jeune botteur de dégagements Scott Player (en) allait connaître une longue carrière dans la NFL avec les Cardinals de l'Arizona.
L'équipe connaît une saison de 10 victoires et 8 défaites, et attire de bonnes foules au début de la saison. Seulement, l'assistance diminue beaucoup à partir du début de la saison de football universitaire et de football scolaire. 
En terminant au troisième rang de la division Sud, les Barracudas participent aux séries éliminatoires, mais sont battus lors de la demi-finale de division par les Texans de San Antonio. 

## Dissolution
Le propriétaire Art Williams estimait avoir perdu plusieurs millions de dollars durant la saison. Il fit plusieurs demandes à la Ligue canadienne de football pour que le sport se rapproche du football américain par les règles et par la dimension du terrain, et sur le refus de la ligue d'accéder à ses demandes, menaça de fermer son club. En janvier 1996, il vend le club à perte à un groupe qui voulait le déménager à Shreveport pour remplacer les Pirates, mais cette transaction ne mena à rien car peu de temps après la Ligue décida de fermer quatre des franchises américaines et de déménager celle de Baltimore à Montréal.